# USS Zumwalt (DDG-1000)
Pour les articles homonymes, voir Zumwalt.
L'USS Zumwalt (DDG-1000) est un destroyer lance-missiles de la marine des États-Unis. Il est le premier navire de la classe Zumwalt et le premier navire à prendre le nom de l'amiral Elmo Zumwalt (1920-2000). Entré en flotte le 20 mai 2016,, il est mis en service le 15 octobre 2016 mais une loi adoptée par le Congrès a peu de temps après interdit à la Marine d'accepter la livraison d'un navire qui n'était pas entièrement équipé de sa capacité de combat, cela a repoussé son acceptation officielle au 24 avril 2020.
Son coût unitaire de 7,5 milliards de dollars (pour une série de trois navires) en fait le second navire le plus cher de l'US Navy après le porte-avions USS Gerald R. Ford.

## Conception et construction

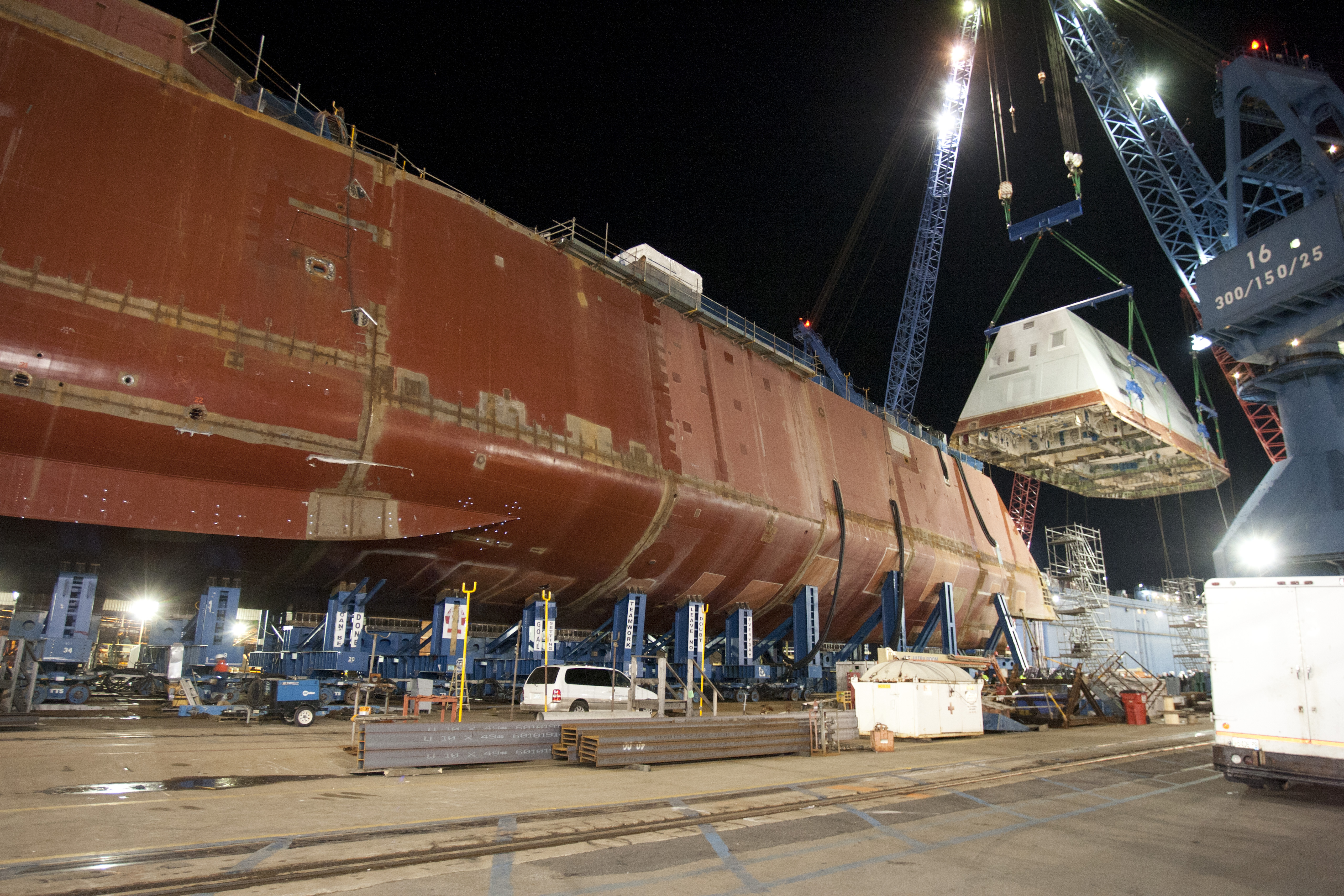
L'USS Zumwalt en cours de construction au chantier naval Bath Iron Works en décembre 2012.

Plusieurs des caractéristiques du navire ont été initialement développées dans le cadre du programme SC-21 (Destroyer 21e siècle) au milieu des années 1990. En 2001, le Congrès effectue des coupes dans le programme SC-21. Le programme rebaptisé DD(X) est fortement retravaillé. Le financement initial pour le DDG-1000 est inclus dans le  National Defense Authorization Act de 2007. Un contrat de 1,4 milliard de dollars est attribué à General Dynamics, le 14 février 2008 pour la construction de l'USS Zumwalt au Chantier naval Bath Iron Works dans le Maine. En dehors du coût d'un porte-avion nucléaire ou d'un sous-marin nucléaire, l'USS Zumwalt est le bâtiment le plus cher jamais construit par la Marine américaine.
En juillet 2008, le calendrier de construction de General Dynamics prévoyait de livrer le navire en avril 2013, avec comme cible mars 2015 pour une mise en capacité opérationnelle par l'US Navy. Cependant, en 2012, la livraison du navire est retardée à l'exercice 2014. La première section du navire est posée sur la cale de halage à Bath Iron Works, le 17 novembre 2011. La cérémonie de baptême était prévue pour le 19 octobre 2013, mais elle a été annulée en raison de l'arrêt des activités gouvernementales fédérales de 2013 aux États-Unis. Le navire est lancé du chantier naval de Bath le 28 octobre 2013,,.
Le premier essai à la mer a eu lieu le 7 décembre 2015 sous le commandement du capitaine James Kirk (homonyme du célèbre capitaine Kirk de la série Star Trek),. Amusé et honoré par cette coïncidence, l'acteur William Shatner a écrit une lettre à l'équipage leur souhaitant bon vent.   Il est officiellement livré à la marine des États-Unis le 20 mai 2016 et admis au service actif le 15 octobre 2016.

## Opérations
Le 21 novembre 2016, alors qu'il traversait le Canal de Panama pour gagner son port d'attache de San Diego, une avarie de propulsion l'oblige à se faire remorquer,. Il arrive dans la base navale de San Diego le 8 décembre 2016 et rejoint la flotte du Pacifique des États-Unis.

## Culture populaire
- L'USS Zumwalt tient un rôle central dans le roman La Flotte fantôme, dans lequel il est chargé de mener la contre-offensive américaine face à l'invasion chinoise du Pacifique.